# Noah Sadiki
Noah Sadiki, né le 17 décembre 2004 à Bruxelles en Belgique, est un footballeur international congolais, qui joue au poste de milieu de terrain au Sunderland AFC. Il possède également la nationalité belge.
Formé au RSC Anderlecht, Noah Sadiki y débute professionnellement en 2022, à seulement 17 ans.
Après une saison 2022-2023 en demi-teinte où il n'a pas eu la confiance espéré par le club, il décide de quitter le RSC Anderlecht en juillet 2023 afin de s'engager avec le rival bruxellois : l'Union Saint-Gilloise avec un contrat qui s'étend jusqu'au 30 juin 2027.
Avec l'Union Saint-Gilloise, il remporte tout les trophées majeurs en Belgique comme la Coupe de Belgique contre le Royal Antwerp en mai 2024 (1-0), la Supercoupe de Belgique en juillet 2024 contre le Club Bruges (1-2) ainsi que le Championnat de Belgique en mai 2025 après que le club ait réalisé des Champions Play-Offs historiques (9 victoires et 1 match nul + 3 buts encaissés seulement pour 22 buts marqués). Il dispute également les compétitions européennes en deux saisons : la Ligue Europa 2023-2024, la Ligue Europa Conférence 2023-2024 ainsi que la Ligue Europa 2024-2025. En deux saisons pleines, il s'est imposé comme l'un des meilleurs milieux de terrain du Championnat en finissant également par figurer dans l'équipe type de la saison 2024-2025.
Le 2 juillet 2025, il signe un contrat pour une durée de 5 ans avec Sunderland AFC, club fraîchement promu en Premier League. L'annonce officielle est faite 2 jours plus tard, le 4 juillet 2025 par son ancien club et son nouveau club.
Après être passé par les équipes de jeunes de la Belgique, il décide en septembre 2023 d'opter pour la République démocratique du Congo.
Il fait ses grands débuts avec l'équipe A  le 6 septembre 2024 au Stade des Martyrs de Kinshasa en entrant en jeu à la 80ème minute de jeu contre la Guinée (1-0).

## Biographie

### En club

#### Jeunesse et formation
Noah Sadiki naît dans le quartier de Laeken de parents originaires de la République démocratique du Congo. Très vite, il développe une passion et un talent pour le football. En 2011, Noah débute dans les équipes de jeunes du RSC Anderlecht à l'âge de six ans. Il est également bilingue français-néerlandais et comprend également bien l'anglais.

#### RSC Anderlecht (2022-2023)
Noah Sadiki débute dans les équipes de jeunes du RSC Anderlecht dès l'âge de six ans. Le 22 mai 2022, l'entraîneur Vincent Kompany le fait débuter comme titulaire en équipe première à l'âge de 17 ans pendant les Play-offs, lors de l'ultime journée de la saison contre le Club Bruges KV, et il dispute l'intégralité de la rencontre.
Lors de la saison 2022-2023, Sadiki participe à dix-neuf matches de Jupiler Pro League et cinq rencontres de Ligue Europa Conférence, ainsi qu'un match de coupe de Belgique face au Lierse Kempenzonen, remporté à l'issue d'une interminable séance de tirs au but (2-2, tab 9-8) et où il inscrit d'ailleurs le sien après être entré en jeu à un quart d'heure de la fin. Le reste de la saison, il est aligné avec les RSCA Futures, les moins de 23 ans du Sporting, notamment pour disputer les Play-offs de promotion en Challenger Pro League.

#### Union Saint-Gilloise (2023-2025)

##### 2023-2024: Découverte du haut niveau en Pro League et en Europa League puis Conférence League
En juillet 2023, Sadiki rejoint l'Union Saint-Gilloise où il paraphe un contrat de quatre ans soit jusqu'au 30 juin 2027, ce qui déclenche quelques réactions hostiles à son égard sur les réseaux sociaux. Les supporters du RSC Anderlecht considèrent Sadiki comme un traître du fait qu'il ait rejoint le rival bruxellois.
Lors de sa première saison sous le maillot unioniste, il n'est pas un titulaire indiscutable mais dispute au total 53 matchs avec à la clé 2 passes décisives. Il remporte la Croky Cup 2023-2024 le 9 juin 2024 contre le Royal Antwerp (1-0) et termine deuxième du championnat à 1 point du Club Bruges.

##### 2024-2025: Saison de la confirmation avec un titre historique à la clé
La saison suivante, il décide de rester à l'Union Saint-Gilloise malgré des offres de l'Union Berlin ou encore de l'Olympique Lyonnais. Sous les ordres de Sébastien Pocognoli, il devient un titulaire indiscutable en devant une pièce centrale de l'équipe grâce à sa combativité défensive et sa technique indélébile au milieu de terrain.
Le 10 novembre 2024, il inscrit son premier but en professionnel face au KRC Genk à l'occasion d'une large victoire des unionistes (4-0).
Le 8 janvier 2025, malgré la lourde défaite des unionistes contre l'Antwerp (5-1) à Anvers qui les éliminent de la Croky Cup 2024-2025, il marque son deuxième but en professionnel qui est qualifié de "bijou" en dehors de la surface de réparation.
Le 11 mars 2025, il est élu joueur du mois de février en Pro League par les journaux L'Avenir, La DH ainsi que la RTBF.
Le 25 mai 2025, l'Union Saint-Gilloise est sacrée championne de Belgique 2024-2025 pour la première fois depuis 90 ans et pour la douzième fois de son histoire. Noah Sadiki remporte donc un troisième trophée avec l'Union après la Coupe de Belgique (mai 2024) et la Supercoupe de Belgique (juillet 2024).
Le 11 juin 2025, la Pro League et le journal La DH Les Sports+ publient l'équipe type de la saison 2024-2025 où Noah Sadiki y figure aux côtés de son coéquipier unioniste Kevin Mac Allister et de rivaux brugeois comme Ardon Jashari, Hans Vanaken, Maxim De Cuyper, Brandon Mechele et Chrístos Tzólis.

#### Sunderland AFC (depuis 2025)
Le 2 juillet 2025, lors du mercato estival, Noah Sadiki signe un contrat évalué à 17 millions d'euros avec le Sunderland AFC, fraîchement promu en Premier League. L'annonce officielle est effectuée le 4 juillet 2025 à la fois par son ancien club et son nouveau club.
Le 9 juillet 2025, il accorde une interview au journal La DH où il explique qu'il n'a pas hésité à partir de l'Union malgré le fait que la Ligue des champions de se présentait devant lui. Il explique également qu'il se sent prêt à briller en Premier League et qu'il est impatient d'affronter son ancien coéquipier de Neerpede à savoir Roméo Lavia.

### En sélections nationales
Noah Sadiki compte trois sélections en équipe de Belgique des moins de 18 ans, cinq sélections chez les moins de 19 ans et deux sélections chez les moins de 20 ans.
Peu après son transfert à l'Union Saint-Gilloise, il prend une autre décision importante et décide de représenter la République démocratique du Congo, il explique que ce choix est un choix du cœur malgré la réticence initiale de son entourage qui souhaitait le voir continuer à jouer pour la Belgique.
Il dispute deux rencontres amicales en tant que capitaine face à la Tunisie avec les moins de 20 ans en octobre 2023 aux côtés d'autres jeunes prometteurs à l'instar de Ngal'ayel Mukau et Metinho.
Il fait ses grands débuts avec l'équipe A à l'occasion de la 1ère journée des qualifications de la CAN 2025 contre la Guinée au Stade des Martyrs de Kinshasa en remplaçant Charles Pickel à la 80ème minute de jeu.

## Statistiques

### En club
| Saison                | Club                  | Championnat           | Championnat | Championnat | Championnat | Coupe nationale | Coupe nationale | Coupe nationale | Coupe de la Ligue | Coupe de la Ligue | Coupe de la Ligue | Supercoupe | Supercoupe | Supercoupe | Compétition(s) continentale(s) | Compétition(s) continentale(s) | Compétition(s) continentale(s) | Compétition(s) continentale(s) | Autres compétitions | Autres compétitions | Autres compétitions | Autres compétitions | Total | Total | Total |
| Saison                | Club                  | Division              | M.          | B.          | P.d.        | M.              | B.              | P.d.            | M.                | B.                | P.d.              | M.         | B.         | P.d.       | Comp.                          | M.                             | B.                             | P.d.                           | Comp.               | M.                  | B.                  | P.d.                | M.    | B.    | P.d.  |
| 2021-2022             | RSC Anderlecht        | Division 1A           | -           | -           | -           | -               | -               | -               | -                 | -                 | -                 | -          | -          | -          | -                              | -                              | -                              | -                              | PO1                 | 1                   | 0                   | 0                   | 1     | 0     | 0     |
| 2022-2023             | RSC Anderlecht        | Division 1A           | 12          | 0           | 1           | 1               | 0               | 0               | -                 | -                 | -                 | -          | -          | -          | C4                             | 5                              | 0                              | 0                              | -                   | -                   | -                   | -                   | 18    | 0     | 1     |
| Sous-total            | Sous-total            | Sous-total            | 12          | 0           | 1           | 1               | 0               | 0               | -                 | -                 | -                 | -          | -          | -          | -                              | 5                              | 0                              | 0                              | -                   | 1                   | 0                   | 0                   | 19    | 0     | 1     |
| 2022-2023             | RSCA Futures          | Division 1B           | 5           | 0           | 1           | -               | -               | -               | -                 | -                 | -                 | -          | -          | -          | -                              | -                              | -                              | -                              | PO                  | 9                   | 0                   | 0                   | 14    | 0     | 1     |
| 2023-2024             | Union Saint-Gilloise  | Division 1A           | 27          | 0           | 1           | 5               | 0               | 1               | -                 | -                 | -                 | -          | -          | -          | C3+C4                          | 8+3                            | 0+0                            | 0+0                            | PO1                 | 10                  | 0                   | 0                   | 53    | 0     | 2     |
| 2024-2025             | Union Saint-Gilloise  | Division 1A           | 29          | 1           | 3           | 3               | 1               | 1               | -                 | -                 | -                 | 1          | 0          | 0          | C1+C3                          | 2+10                           | 0+0                            | 0+0                            | PO1                 | 10                  | 0                   | 2                   | 55    | 2     | 6     |
| Sous-total            | Sous-total            | Sous-total            | 56          | 1           | 4           | 8               | 1               | 2               | -                 | -                 | -                 | 1          | 0          | 0          | -                              | 23                             | 0                              | 0                              | -                   | 20                  | 0                   | 2                   | 108   | 2     | 8     |
| 2025-2026             | Sunderland AFC        | Premier League        | 1           | 0           | 0           | -               | -               | -               | -                 | -                 | -                 | -          | -          | -          | -                              | -                              | -                              | -                              | -                   | -                   | -                   | -                   | 1     | 0     | 0     |
| Total sur la carrière | Total sur la carrière | Total sur la carrière | 74          | 1           | 6           | 9               | 1               | 2               | -                 | -                 | -                 | 1          | 0          | 0          | -                              | 28                             | 0                              | 0                              | -                   | 30                  | 0                   | 2                   | 142   | 2     | 10    |

### En sélections nationales
| Saison                | Sélection             | Phases finales        | Phases finales | Phases finales | Phases finales | Éliminatoires CDM | Éliminatoires CDM | Éliminatoires CDM | Éliminatoires CAN | Éliminatoires CAN | Éliminatoires CAN | Matchs amicaux | Matchs amicaux | Matchs amicaux | Total | Total | Total |
| Saison                | Sélection             | Compétition           | M              | B              | Pd             | M                 | B                 | Pd                | M                 | B                 | Pd                | M              | B              | Pd             | M     | B     | Pd    |
| --------------------- | --------------------- | --------------------- | -------------- | -------------- | -------------- | ----------------- | ----------------- | ----------------- | ----------------- | ----------------- | ----------------- | -------------- | -------------- | -------------- | ----- | ----- | ----- |
| 2024-2025             | RD Congo              | -                     | -              | -              | -              | 1                 | 0                 | 0                 | 6                 | 0                 | 0                 | 2              | 0              | 0              | 9     | 0     | 0     |
| Total sur la carrière | Total sur la carrière | Total sur la carrière | -              | -              | -              | 1                 | 0                 | 0                 | 6                 | 0                 | 0                 | 2              | 0              | 0              | 9     | 0     | 0     |

### Matchs internationaux
| Matchs internationaux de Noah Sadiki | Matchs internationaux de Noah Sadiki | Matchs internationaux de Noah Sadiki                          | Matchs internationaux de Noah Sadiki | Matchs internationaux de Noah Sadiki | Matchs internationaux de Noah Sadiki    | Matchs internationaux de Noah Sadiki | Matchs internationaux de Noah Sadiki                               |
| #                                    | Date                                 | Lieu                                                          | Adversaire                           | Résultat                             | Compétition                             | Club                                 | Notes                                                              |
| ------------------------------------ | ------------------------------------ | ------------------------------------------------------------- | ------------------------------------ | ------------------------------------ | --------------------------------------- | ------------------------------------ | ------------------------------------------------------------------ |
| 1                                    | 6 septembre 2024                     | Stade des Martyrs, Kinshasa, République démocratique du Congo | Guinée                               | V 1 - 0                              | Éliminatoires de la CAN 2025            | Union Saint-Gilloise                 | Entre en jeu à la place de Charles Pickel à la 80e minute de jeu.  |
| 2                                    | 9 septembre 2024                     | Bahir Dar Stadium (en), Baher Dar, Éthiopie                   | Éthiopie                             | V 2 - 0                              | Éliminatoires de la CAN 2025            | Union Saint-Gilloise                 | Entre en jeu à la place de Charles Pickel à la 80e minute de jeu.  |
| 3                                    | 10 octobre 2024                      | Stade des Martyrs, Kinshasa, République démocratique du Congo | Tanzanie                             | V 1 - 0                              | Éliminatoires de la CAN 2025            | Union Saint-Gilloise                 | Entre en jeu à la place de Samuel Essende à la 74e minute de jeu.  |
| 4                                    | 15 octobre 2024                      | Stade Benjamin Mkapa, Dar es Salam, Tanzanie                  | Tanzanie                             | V 2 - 0                              | Éliminatoires de la CAN 2025            | Union Saint-Gilloise                 | Entre en jeu à la place de Edo Kayembe à la 82e minute de jeu.     |
| 5                                    | 16 novembre 2024                     | Stade du 28-Septembre, Conakry, Guinée                        | Guinée                               | D 0 - 1                              | Éliminatoires de la CAN 2025            | Union Saint-Gilloise                 | Titulaire, remplacé par William Balikwisha à la 76e minute de jeu. |
| 6                                    | 19 novembre 2024                     | Stade des Martyrs, Kinshasa, République démocratique du Congo | Éthiopie                             | D 1 - 2                              | Éliminatoires de la CAN 2025            | Union Saint-Gilloise                 | Titulaire, remplacé par William Balikwisha à la 46e minute de jeu. |
| 7                                    | 25 mars 2025                         | Stade municipal de Nouadhibou (en), Nouadhibou, Mauritanie    | Mauritanie                           | V 2 - 0                              | Éliminatoires de la Coupe du monde 2026 | Union Saint-Gilloise                 | Entre en jeu à la place de Meschack Elia à la 89e minute de jeu.   |
| 8                                    | 5 juin 2025                          | Stade de la Source, Orléans, France                           | Mali                                 | V 1 - 0                              | Match amical                            | Union Saint-Gilloise                 | Titulaire, remplacé par Charles Pickel à la 70e minute de jeu.     |
| 9                                    | 8 juin 2025                          | Stade de la Source, Orléans, France                           | Madagascar                           | V 3 - 1                              | Match amical                            | Union Saint-Gilloise                 | Titulaire, remplacé par Gédéon Kalulu à la 60e minute de jeu.      |

## Palmarès

### En club
|  |  | Union Saint-Gilloise - Championnat de Belgique (1) : - Champion : 2025. - Vice-champion : 2024. - Coupe de Belgique (1) : - Vainqueur : 2024. - Supercoupe de Belgique (1) : - Vainqueur : 2024. |